# 니시타치아라이역
니시타치아라이역(일본어: 西太刀洗駅)은 일본 후쿠오카현 미이군 다치아라이정에 위치한 아마기 철도 아마기 선의 역이다.

## 역사
- 1939년 4월 28일: 국철 아마기 선의 기야마 ~ 아마기 역간 개통으로 영업 개시.
- 1986년 4월 1일: 아마기 철도로 전환됨.

## 역 구조
단선 승강장 1면 1선의 지상역이다. 화장실은 승강장의 야마구마 방향 말단에 설치되어 있다. 공중 전화기가 설치되어 있다.

## 역 주변
당 역부터 야마그마는 방법을 후쿠오카 지방 도로 132호가 가로지른다.
- 다치아라이 공원
- 하나타테 산
- 오이타 자동차도
- 다치아라이 공원
- 국도 제500호선
- 기쿠치 간이 우체국
- 드러그스토어 모리타치 아라이점

## 인접역
| 아마기 철도 ■ 아마기 선 | 아마기 철도 ■ 아마기 선 | 아마기 철도 ■ 아마기 선 |
| ----------------------- | ----------------------- | ----------------------- |
| 이마구마 기야마 방면    |                         | 야마구마 아마기 방면    |